# Blăjenii de Sus, Bistrița-Năsăud
Blăjenii de Sus, mai demult Blașfalăul de Sus, Blajfalău de Sus (în dialectul săsesc Ewerst-Bluesendref, în germană Ober-Blasendorf, în maghiară Felsőbalázsfalva, Balázsfalva, Oláhbalázsfalva) este un sat în comuna Șintereag din județul Bistrița-Năsăud, Transilvania, România.

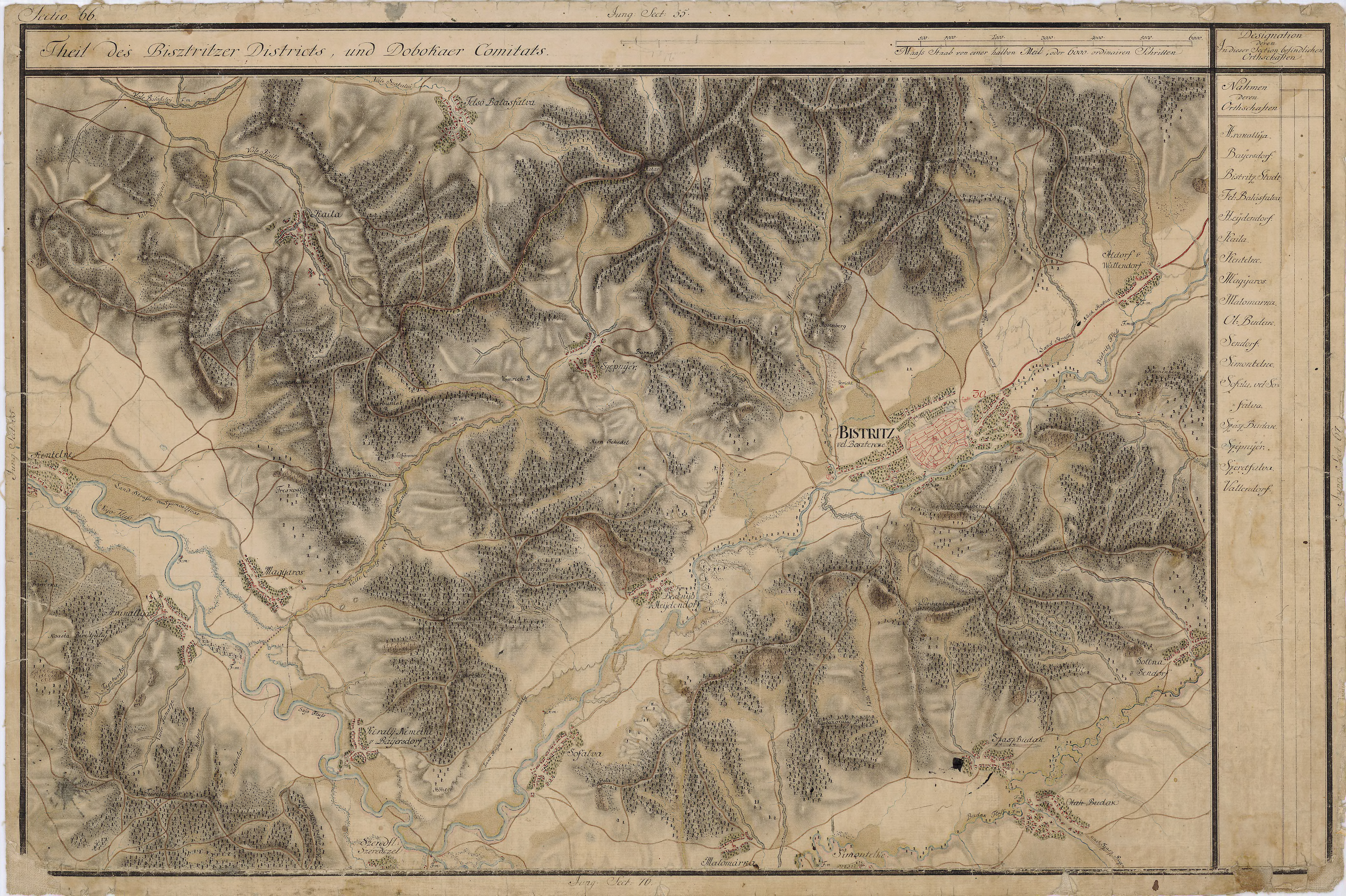
Blăjenii de Sus în Harta Iosefină a Transilvaniei, 1769-73

## Personalități
- Nicolae Bălan (1882-1955), mitropolit al Ardealului.
- Grigore Bălan (1896-1944), general român